# Bridge Records
Bridge Records è una casa discografica indipendente specializzata nella musica classica.

## Storia
Chitarrista classico, David Starobin registrò il quintetto di chitarre Boccherini in mi minore negli anni '70, sua prima esperienza osservando il processo di registrazione. Decise allora di aprire la Bridge Records nel 1981, che ebbe come prima pubblicazione il suo album New Music with Guitar.
Sua moglie Becky è presidente della compagnia, mentre suo figlio Robert ne è il vice. Il catalogo della Bridge Records include opere di Elliott Carter, George Crumb, Henri Dutilleux, Hans Werner Henze, Paul Lansky, Joaquín Rodrigo, Fred Lerdahl, Poul Ruders, Stephen Sondheim, Tōru Takemitsu e Stefan Wolpe. Una serie di registrazioni storiche coordinate con la Biblioteca del Congresso comprende opere di Samuel Barber, Budapest String Quartet, Aaron Copland, Nathan Milstein, Leontyne Price, Leopold Stokowski, George Szell e Cecil Taylor. L'etichetta pubblicò la prima opera lirica di Mohammed Fairouz Sumeida's Song e quelle di William Bolcom, Tod Machover, John Musto e Allen Shawn. Ricevette dalla sua fondazione una trentina di candidature ai Grammy e ai Latin Grammy Awards.